# Adventure (jeu vidéo)
Pour les articles homonymes, voir Adventure.
Adventure est un jeu vidéo d'action-aventure de 1980 développé par Warren Robinett et édité par Atari, Inc. pour l'Atari Video Computer System (renommé plus tard Atari 2600). Le joueur incarne un avatar carré dont la quête consiste à explorer un environnement ouvert pour trouver un calice magique et le rapporter au château d'or. L'univers du jeu est peuplé d'ennemis errants : trois dragons capables de dévorer l'avatar et une chauve-souris qui vole et déplace des objets au hasard. Adventure a introduit de nouveaux éléments dans les jeux sur console, notamment des ennemis qui continuent de se déplacer hors champ.
Le jeu a été conçu comme une version graphique de la fiction interactive Colossal Cave Adventure de 1977. Warren Robinett a passé environ un an à concevoir et coder le jeu, tout en surmontant diverses limitations techniques liées à la console Atari 2600, ainsi que des difficultés avec la direction d'Atari. Suite à des conflits avec la direction d'Atari, qui refusait de créditer publiquement les programmeurs, Robinett a programmé une pièce secrète dans le jeu, contenant son nom ; cette pièce n'a été découverte par les joueurs qu'après la sortie du jeu et son départ d'Atari. Bien qu'il ne s'agisse pas du premier Easter egg de ce type, la pièce secrète de Robinett a été pionnière dans le domaine des jeux vidéo et d'autres médias, et est depuis devenue un élément incontournable de la culture populaire, comme dans le point culminant du roman d'Ernest Cline « Ready Player One » et son adaptation cinématographique.
« Adventure » a reçu des critiques positives à sa sortie et au cours des décennies suivantes ; Il est souvent cité comme l'un des jeux les plus influents de l'industrie et parmi les meilleurs jeux vidéo de tous les temps. C'est l'un des premiers jeux d'action-aventure et de fantasy sur console, et il a inspiré d'autres jeux du genre. Plus d'un million de cartouches d'« Adventure » ont été vendues, et le jeu a été inclus dans de nombreuses collections de jeux Atari 2600 pour matériel informatique moderne. Le code du prototype du jeu a servi de base au jeu « Superman » de 1979, et une suite prévue a finalement servi de base aux jeux « Swordquest ».

## Système de jeu
Le joueur va devoir affronter trois dragons : le dragon vert, le dragon rouge et le dragon jaune. Il peut tuer un dragon en le touchant avec une épée. Pour progresser dans le jeu, le joueur doit récupérer des clés et des armes. Il existe un aimant qui permet de prendre plusieurs objets. Le but du jeu est de récupérer un calice.
Le nom des trois dragons sont: Yorgle, Grundle et Rhindle.
Par analyse, Yorgle pour le dragon jaune (Yellow), Grungle pour le dragon vert (Green) et Rhindle pour le dragon rouge (Red).
Chaque dragon possède quatre états: Chasser, Mordre, Avaler et Mort. Chaque état possède son propre graphisme. Le comportement dépend de son état et les transitions entre deux sont déclenchées par un événement en jeu comme lorsque l'avatar du joueur ou son épée touche le dragon.
Le nom de la chauve-souris est Knubberub.

## Développement

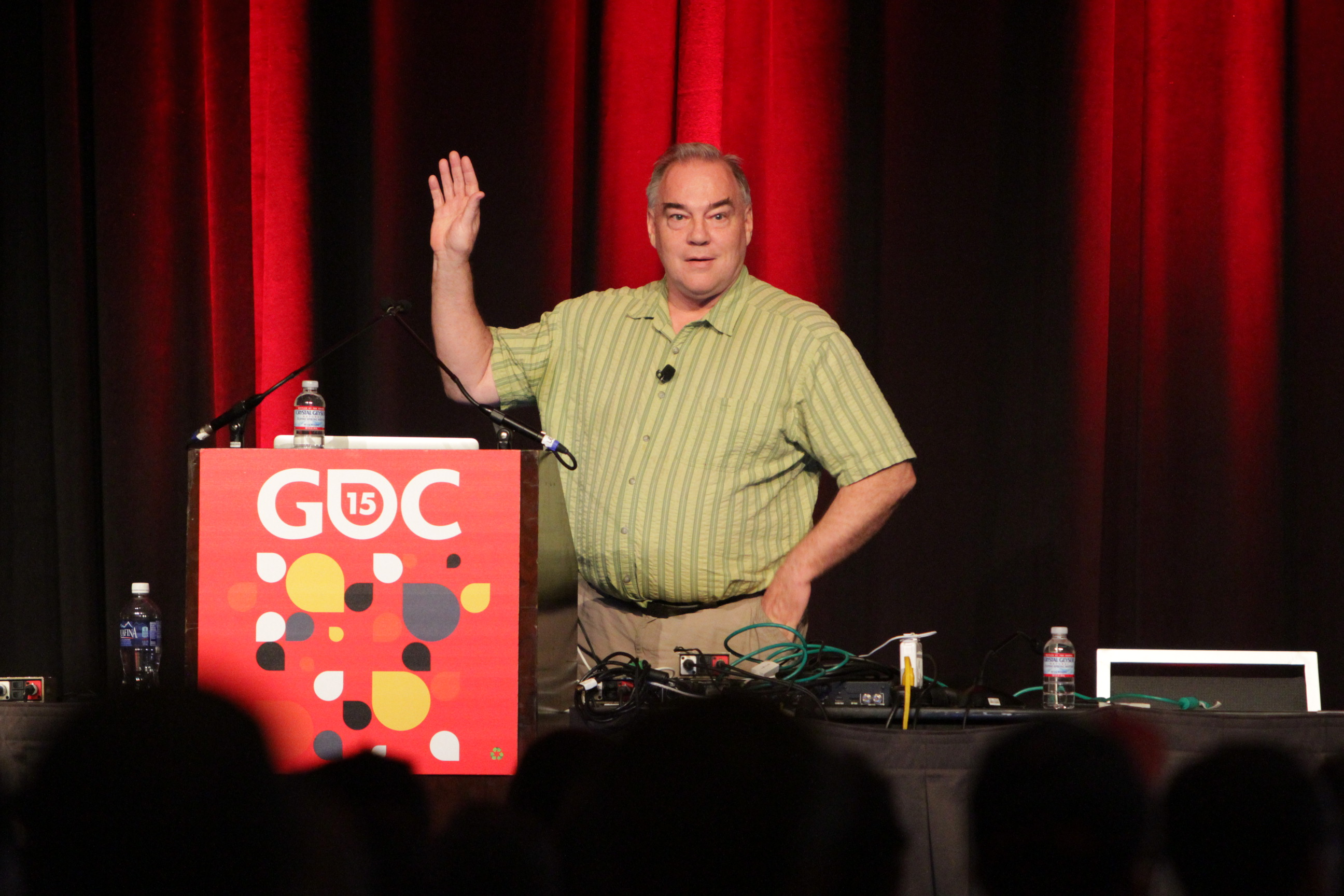
Warren Robinett, développeur d'Adventure.

Trois ans plus tôt sortait Colossal Cave Adventure, le premier jeu d'aventure textuel, programmé par Will Crowther et dont Adventure s'inspire profondément. L'interpréteur de commandes ne comprend que des commandes d'un ou deux mots (TAKE BOTTLE, GO NORTH, OPEN DOOR, etc.).
Ayant pensé en faire un jeu vidéo pour l'Atari 2600 avec une pièce à la fois à l'écran, avec des objets sous une forme et le joueur sous une autre, il présenta l'idée à son supérieur: celui-ci souhaitait étouffer le projet dans l'œuf ! "On savait que le jeu de Crowther et Woods demandait plus de 100 kilo-octets sur une unité centrale et la 2600 n'avait qu'une mémoire de 4 kilo-octets. Alors mon supérieur m'a expliqué que c'était tout simplement impossible. Je n'ai pas essayé de le convaincre. Je l'ai défié en créant le prototype d'Adventure. Il m'a alors dit que j'étais difficile à gérer".
Son collègue John Dunn fut du même avis, alors que "[l]es autres personnes chez Atari voyaient que c'était une bonne idée nouvelle pour un jeu".
En passant 15 heures par jour sur son jeu, produit et testé de A à Z, Warren Robinett mis un an pour créer ledit jeu. Il se retrouva bloqué au milieu du développement: il fut insatisfait. Le jeu ne comportait aucun labyrinthe, de ponts, de chauve-souris... juste de grandes salles avec un dragon pourchassant le joueur. La question qui le taraudait fut : « Je n'étais pas sûr qu'il soit possible de créer de labyrinthes asymétriques à partir de pièces symétriques (de par la limitation de l'affichage matériel) ».
Warren utilisa un matériel graphique de deux sprites matériel  et un écran basse résolution de 160 × 96 pixels.
Warren fut contraint d'abandonner une idée novatrice car la ROM de la cartouche fut pleine lors de l'envoi à la production: "Adventure est un jeu solo qui n'utilise que le pad gauche, aussi me suis-je dit qu'il y aurait eu quelque chose d'intéressant à faire avec l'autre prise. Je pensais passer un câble par ce port entre deux consoles, afin d'afficher deux avatars, chacun contrôlé par son propre joystick. Chaque joueur pourrait alors voir l'autre sur son écran, comme s'il était dans la même salle de jeu. En d'autres mots, je voulais en faire un jeu multi-joueurs. J'ai construit le câble, mais je me suis presque retrouvé à court de mémoire sur la ROM, alors je ne l'ai pas implémenté".

## Postérité

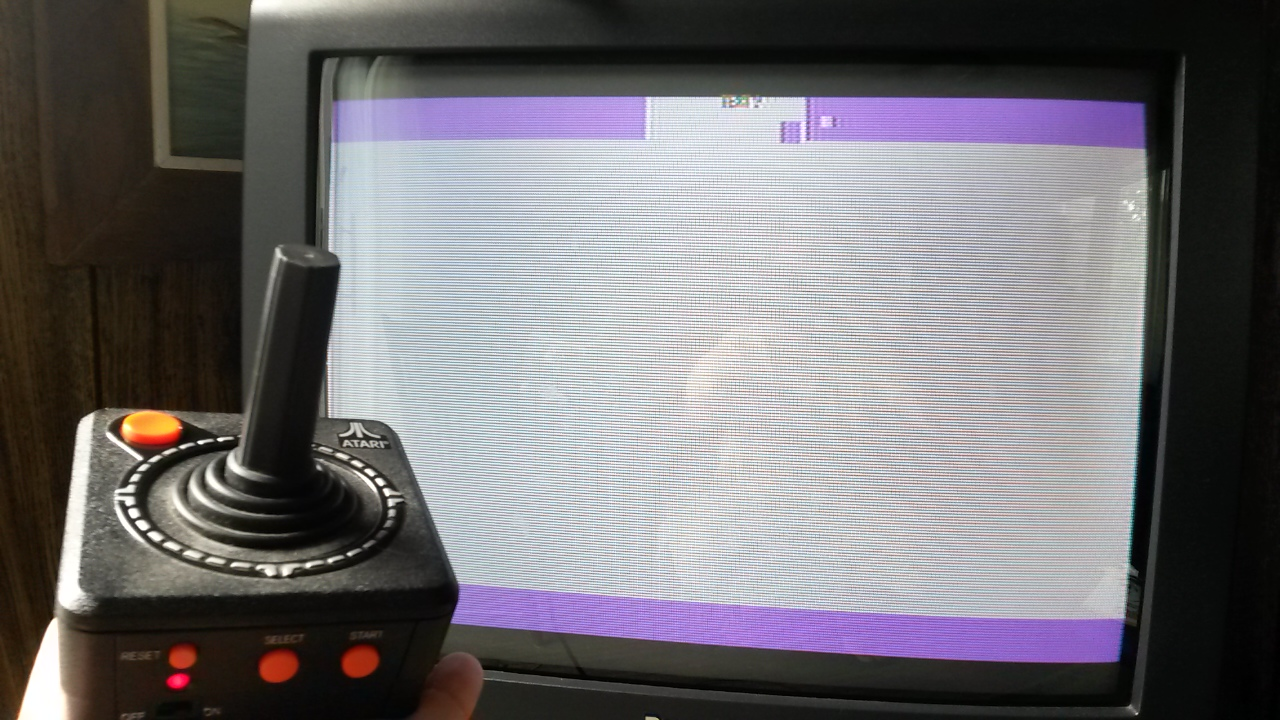

Adventure est l'une des entrées de l'ouvrage Les 1001 jeux vidéo auxquels il faut avoir joué dans sa vie.

### Premiereaster eggconnu
Les développeurs n'ayant pas à l'époque le droit de figurer dans un générique (seul le nom de la société Atari apparaissait), Warren Robinett a glissé l'inscription verticale « created by Warren Robinett » dans une salle du jeu ne pouvant être ouverte qu'avec une clé ne mesurant qu'un pixel. C'est le premier easter egg (clin d'œil dans un jeu) connu à ce jour,.

### Présence dans d'autres médias
Le jeu Adventure est une des épreuves du roman Player One d'Ernest Cline (2011).
Le jeu Adventure est également mentionné dans le film adapté du livre Ready Player One, réalisé par Steven Spielberg en 2018, où la résolution de l'énigme du jeu permet au héros de trouver la troisième clef qui lui donne accès à l'easter egg et à la propriété du monde virtuel Oasis.

### Suites
La série des SwordQuest, tétralogie inachevée, est composée de trois jeu: Earthworld, Fireworld et Waterworld.
Adventure 2, sortie sur Atari FlashBack 2 en 2005.
Adventure II, sortie sur Atari 5200 en 2007.